# Inés Melchor
Santa Inés Melchor Huiza (Acobambilla, Huancavelica 30 d'agost de 1986), és una fondista peruana. Melchor posseeix el rècord sud-americà en la marató amb un temps de 2:26:48. A més del rècord, Melchor és multicampiona sud-americana i panamericana d'atletisme. Va ser triada com la millor atleta peruana l'any 2003.

## Biografia
Santa Inés Melchor Huiza va néixer el 30 d'agost de 1986 en el districte d'Acobambilla, província d'Huancavelica, Perú. Quan amb prou feines tenia tres mesos d'edat, els seus pares, fugint del terrorisme, es van veure obligats a traslladar-se a la ciutat de Huancayo, ciutat en la qual s'establirien. Inés va estudiar la primària a l'escola Sant Francesc d'Assís i la secundària en el col·legi Verge de Cocharcas. Actualment és advocada de la Universitat Peruana Los Andes, de la ciutat de Huancayo.
Va aconseguir dues medalles d'or en el Campionat Sud-americà d'Atletisme desenvolupat a Lima, obtenint la classificació al Campionat Mundial d'Atletisme de 2009 en Berlín.
El 18 de març de 2012 va competir en la Marató Internacional de Seül. Era la primera vegada que corria aquesta distància i va marcar 2:30:04, amb la qual cosa va fer la marca A pels Jocs Olímpics de Londres 2012. Aquest temps va ser rècord nacional i alhora la tercera millor marca femenina assolida en la distància de marató a Sud-amèrica.
Als Jocs Olímpics de Londres 2012, Melchor va aconseguir en el lloc 25 amb una marca de 2:28:54 i va ser la primera sud-americana a creuar la meta. En 2014 va quedar en el lloc 8 en la Marató de Berlín, on va fer la marca de 2:26.48, nou rècord sud-americà per a la marató.
El 12 d'abril de 2015 Inés va participar en la Marató de Santiago i es va portar i primer lloc de la competència batent un nou rècord en la competència. La marca va ser 2:28:17 i va ratificar la seva presència als Jocs Olímpics de Rio de Janeiro 2016.
Melchor va córrer el Payton Jordan Invitational que es va celebrar a Califòrnia, EUA el 2 de maig de 2015. Va aconseguir un nou rècord nacional en els 10000 metres amb un temps de 31:56.62. Amb aquest temps es va poder classificar en aquesta distància pels Jocs Panamericans de 2015 a Toronto, Canadà.

## Millors temps
| Distància      | Temps    | Lloc                       | Data                   |
| -------------- | -------- | -------------------------- | ---------------------- |
| 1500 m         | 4:30.78  | Alcalá de Henares, Espanya | 4 de juliol de 2004    |
| 3000 m         | 9:28.44  | Sherbrooke, Canadà         | 9 de juliol de 2003    |
| 5000 m         | 15:30.63 | Trujillo, Perú             | 28 de novembre de 2013 |
| 10000 m        | 31:56.62 | Stanford, Califòrnia       | 2 de maig de 2015      |
| Intervé marató | 1:12.31  | Medellín, Colòmbia         | 8 de setembre de 2013  |
| Marató         | 2:26.48  | Berlín, Alemanya           | 28 de setembre de 2014 |

## Assoliments

### Juvenils
| Any  | Lloc                 | Torneig               | Categoria | Prova       | Medalla |
| 2000 | Bogotà, Colòmbia     | Sud-americà           | Menors    | 3000 metres | Plata   |
| 2001 | Santa Fe, Argentina  | Sud-americà           | Juvenil   | 5000 metres | Oro     |
| 2001 | Santa Fe, Argentina  | Sud-americà           | Juvenil   | 3000 metres | Bronze  |
| 2001 | Santa Fe, Argentina  | Panamericà            | Juvenil   | 3000 metres | Oro     |
| 2001 | Santa Fe, Argentina  | Panamericà            | Menors    | 5000 metres | Plata   |
| 2002 | Tijuana, Mèxic       | Internacional Juvenil | Juvenil   | 5000 metres | Oro     |
| 2002 | Tijuana, Mèxic       | Internacional Juvenil | Menors    | 3000 metres | Plata   |
| 2003 | Asunción, Paraguai   | Sud-americà           | Menors    | 3000 metres | Or      |
| 2003 | Asunción, Paraguai   | Sud-americà           | Menors    | 1500 metres | Bronze  |
| 2003 | Guayaquil, Equador   | Sud-americà           | Juvenil   | 3000 metres | Oro     |
| 2003 | Guayaquil, Equador   | Sud-americà           | Juvenil   | 5000 metres | Or      |
| 2003 | Bridgetown, Barbados | Panamericà            | Juvenil   | 5000 metres | Oro     |
| 2003 | Bridgetown, Barbados | Panamericà            | Juvenil   | 3000 metres | Or      |
| 2005 | Windsor, Canadà      | Internacional Juvenil | Menors    | 5000 metres | Oro     |
| 2005 | Windsor, Canadà      | Internacional Juvenil | Menors    | 3000 metres | Plata   |

### Majors
| Any  | Lloc                   | Torneig                                                 | Categoria | Prova        | Medalla |
| 2009 | Lima, Perú             | Campionat Sud-americà                                   | Majors    | 5000 metres  | Oro     |
| 2009 | Lima, Perú             | Campionat Sud-americà                                   | Majors    | 10000 metres | Or      |
| 2009 | Sucre, Bolívia         | Jocs Bolivarians                                        | Majors    | 5000 metres  | Oro     |
| 2009 | Sucre, Bolívia         | Jocs Bolivarians                                        | Majors    | 10000 metres | Oro     |
| 2011 | Guadalajara, Mèxic     | Jocs Panamericans                                       | Majors    | 5000 metres  | Bronze  |
| 2012 | Londres, Regne Unit    | Jocs Olímpics de Londres 2012                           | Majors    | 42195 metres | 25º     |
| 2013 | Trujillo, Perú         | Jocs Bolivarians                                        | Majors    | 5000 metres  | Oro     |
| 2013 | Trujillo, Perú         | Jocs Bolivarians                                        | Majors    | 10000 metres | Or      |
| 2014 | Santiago de Xile, Xile | Jocs Sud-americans                                      | Majors    | 5000 metres  | Oro     |
| 2014 | Santiago de Xile, Xile | Jocs Sud-americans                                      | Majors    | 10000 metres | Or      |
| 2014 | São Paulo, Brasil      | Campionat Iberoamericà d'Atletisme                      | Majors    | 5000 metres  | Or      |
| 2015 | Santiago de Xile, Xile | Marató de Santiago                                      | Majors    | 42195 metres | Or      |
| 2015 | Palo Alto, EUA         | Payton Jordan Invitational                              | Majors    | 10000 metres | Or      |
| 2015 | Quito, Equador         | Quito Últimes Notícies 15K                              | Majors    | 15000 m.     | Oro     |
| 2015 | Lima, Perú             | Campionat Sud-americà d'Atletisme de 2015               | Majors    | 10000 m.     | Oro     |
| 2015 | Chanchamayo, Perú      | Marató Internacional de la Selva Central Pichanaki 2015 | Majors    | 21000 m      | Or      |

## Vida Personal
Melchor és advocada de la Universitat Peruana Los Andes. És la segona de quatre germans. El seu pare la va motivar a ser atleta professional i quan encara no era professional, ella viatjava amb ell.